# 紫光国微
紫光国芯微电子股份有限公司（Unigroup Guoxin Microelectronics Co., Ltd.，深交所：002049，简称：紫光国微）是紫光集团旗下的半导体上市公司，公司的前身是成立于2001年的晶源电子。2005年6月在深圳证券交易所正式挂牌上市。公司旗下拥有四个全资子公司，包括北京同方微电子有限公司、深圳市国微电子有限公司、西安紫光国芯半导体有限公司、唐山国芯晶源电子有限公司。

## 公司历史
2001年09月，公司前身唐山晶源裕丰电子股份有限公司成立。
2005年06月，唐山晶源裕丰电子股份有限公司在深圳证券交易所中小板正式挂牌上市，成为同行业第一家上市公司，深交所：002049，简称：晶源电子。
2010年06月，同方股份有限公司换股收购公司25%股权，成为公司的第一大股东。
- 2012年
  - 05月，发行股份购买北京同方微电子有限公司100%股权[6]。
  - 07月，“唐山晶源裕丰电子股份有限公司”更名为“同方国芯电子股份有限公司” 。
  - 12月，发行股份购买深圳市国微电子有限公司。

2013年12月，子公司深圳市国微电子有限公司成立全资子公司深圳市同创国芯电子有限公司。
- 2014年
  - 09月，收购成都国微科技有限公司投资设立全资子公司香港同芯投资有限公司。
  - 10月，为促进公司集成电路设计业务的产业链战略合作，投资认购华虹半导体有限公司在香港首次发行的 10,333,000 股股份。

- 2015年
  - 12月
    - 投资设立西藏拓展创芯投资有限公司、西藏茂业创芯投资有限公司和西藏微纳芯业投资有限公司。
    - 收购“西安华芯半导体有限公司”76%股权并更名为“西安紫光国芯半导体有限公司”。

- 2016年
  - 04月，紫光集团有限公司成为公司控股股东。
  - 06月，公司更名为“紫光国芯股份有限公司”。

- 2017年
  - 01月，投资成立紫光国芯微电子有限公司。
  - 04月，收购西安紫光国芯半导体有限公司24%股权。

2018年05月，公司名称由“紫光国芯股份有限公司”变更为“紫光国芯微电子股份有限公司”，公司英文名称由 “Unigroup Guoxin Co., Ltd.”变更为“Unigroup Guoxin Microelectronics Co., Ltd.”，公司证券简称由“紫光国芯”变更为“紫光国微”。

## 相关新闻
- 2018年2月21日，紫光国芯旗下公司西安紫光国芯半导体有限公司官网上显示SDR、DDR、DDR2、DDR3、DDR4、DRAM芯片和裸晶圆可长期供货。其中DDR4内存模组为公司自主研发。紫光国芯称DRAM产品产量少，市场份额不大。[8][9]